# SEAT Toledo IV
ESEAT Toledo de cuarta generación es un automóvil del segmento C, producido por el fabricante español SEAT desde el año 2012 hasta 2019.

## Cuarta generación (2012 - 2019)

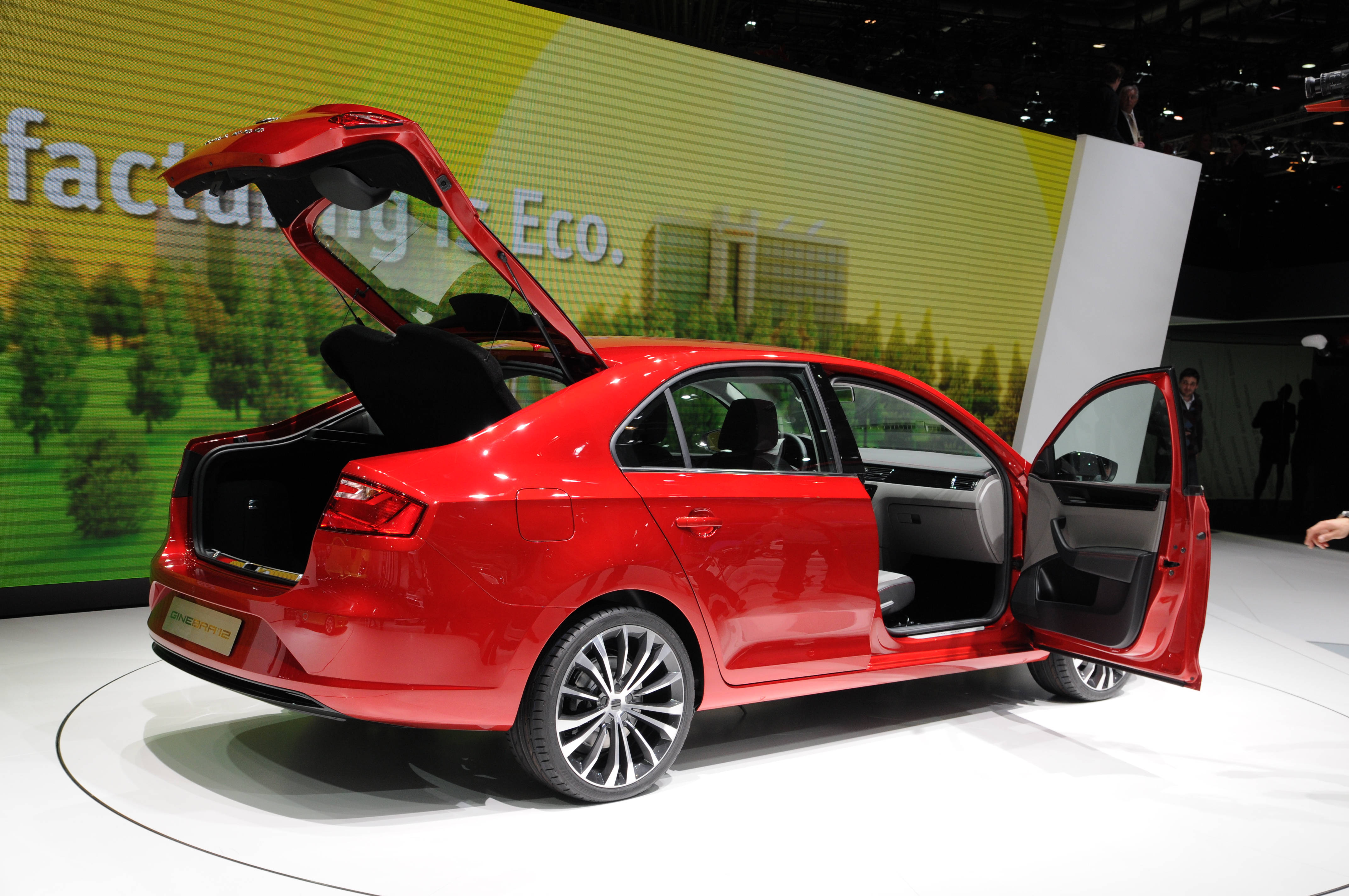
Toledo Concept en el Salón de Ginebra de 2012 (vuelve el portón trasero como en el primer Toledo).

Tras una ausencia de 3 años, SEAT recuperó la denominación Toledo para una nueva berlina familiar de corte económico. El Toledo IV (código modelo NH) fue presentado por SEAT en el  Salón del Automóvil de Ginebra  de 2012, como " avance de modelo de producción " bajo la denominación Toledo Concept.
Su desarrollo se llevó a cabo conjuntamente con Škoda, que en el Salón de Fráncfort de 2011 había presentado el Škoda Mission L Concept. Del Mission L Concept deriva, a su vez, su modelo Škoda Rapid Europeo, idéntico al nuevo Toledo salvo en detalles estéticos adaptando el diseño característico de cada marca a su modelo.
La producción de la versión tres volúmenes 5 puertas (Liftback) del Rapid/Toledo comenzó en 2012 en la factoría de Škoda de Mladá Boleslav, añadiéndose en 2014 la variante dos volúmenes hatchback solo para el Škoda denominado Rapid Spaceback. 
Aparte de los modelos  Škoda Rapid  y SEAT Toledo producidos en Europa, el mismo chasis se ensambla en China desde 2013 en variante de batalla larga con carrocería de cuatro puertas (sedán) mediante acuerdos de joint venture de la marca Volkswagen con los fabricantes FAW y Shanghai-Volkswagen, que lo comercializan en 2 modelos diferenciados entre sí, uno como Volkswagen Santana y el otro como Volkswagen Jetta Night respectivamente. Existe además, junto a los 2 modelos de Volkswagen, una versión comercializada bajo marca Škoda como Rapid en su versión sedán para este mercado. En el año 2020 el modelo solo se producirá en Rusia bajo logotipo Volkswagen como un nuevo polo sedan para Países del CIS, el cual ha sido adaptado a la marca, añadiendo un pequeño rediseño tanto exterior como interior, manteniendo las cinco puertas con su gran portón, mientras que el resto de Países donde se comercializa el polo sedan será el modelo convencional derivado de la generación actual en cuatro puertas como hasta ahora.
Todas estas variantes de tres volúmenes emplean la versión A05+ de la plataforma A05 que utilizan Volkswagen Polo V, SEAT Ibiza IV y Audi A1, con las medidas modificadas y con el tren de rodaje trasero que montaba el SEAT León II y el VW Golf VI. En definitiva, es una nueva plataforma para crear berlinas del segmento C dentro del grupo a un precio económico con las vistas puestas en la misma estrategia que los Citroën C-Elysée y Peugeot 301, también desarrollados a partir de plataformas derivadas del segmento B alargadas y ensanchadas con un ahorro de producción importante debido a la crisis económica existente en Europa. estando un peldaño por encima de los modelos sedanes, desarrollados directamente del segmento B que complementan la gama como una variante alargada de 4 puertas de la carrocería hatchback, como fue el caso del SEAT Córdoba y el Volkswagen Polo Sedán clásico.

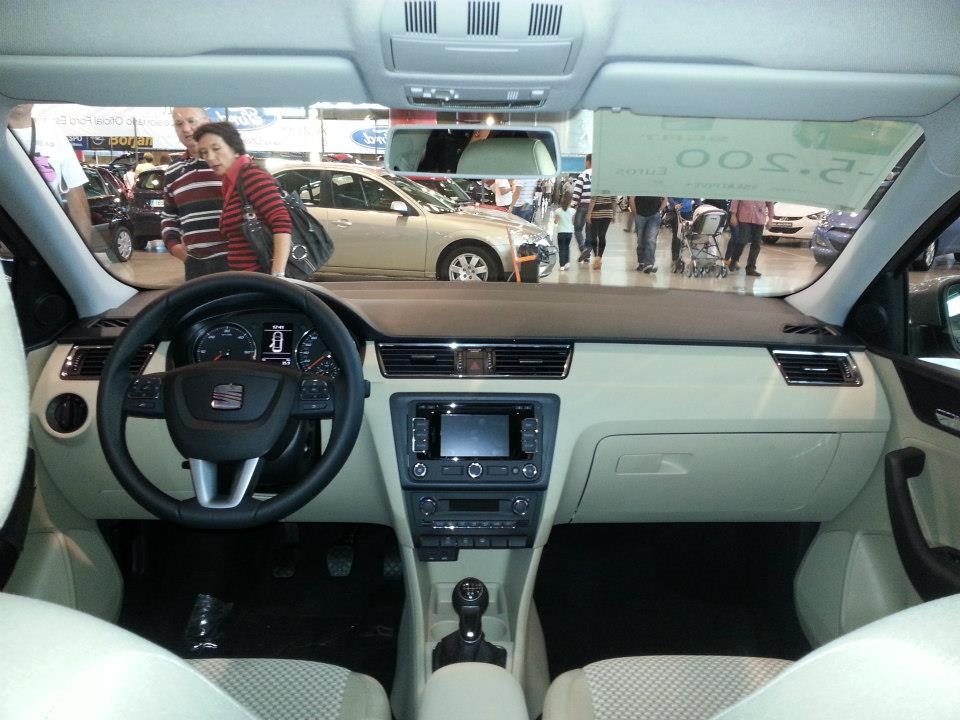
Interior del nuevo Toledo. Se aprovechó, al igual que en el Toledo de 1991, un descarte de otro vehículo, en concreto el del Volkswagen Passat B7.

Alejandro Mesonero-Romanos, director de diseño de SEAT, fue el encargado de aplicar el lenguaje de diseño de la marca al proyecto conjunto, para el que se usaron de referencia los planos de los proyectos anteriores de las 2 primeras generaciones del Toledo y primera del Škoda Octavia, otorgando cada marca sus variaciones estéticas que no implican cambios de estampación, resultando semejanza en la línea lateral del vehículo con otros productos del grupo VAG como en el Volkswagen Jetta VI. Esta nueva generación del Toledo vuelve de alguna manera a recrear el estilo del primer Toledo, una berlina tradicional de tres volúmenes cinco puertas liftback, con casi cuatro metros y medio de largo. 
El modelo ha crecido en medidas excepto en anchura, que es de 1710 mm, muy similar a las 2 primeras generaciones. Esto es debido a la nueva plataforma ya mencionada. En esta ocasión, en vez de posicionarse entre los segmentos C y D, como en anteriores generaciones, pasa a ser una berlina del segmento C económica y con una alta relación calidad-precio, posicionándose en el antiguo segmento que ofreció el SEAT Málaga en la década de finales de los 80.
SEAT pretendió dividir el segmento en 2 modelos y así no pisarse con el SEAT Exeo, que ya ocupaba el segmento D, en el tiempo que estuvieron a la venta ambos, pero aunque el Toledo aparentemente sea más pequeño que el Exeo, el interior es mucho más amplio al igual que el enorme maletero con el que siempre se ha caracterizado al Toledo. Además, esta vez la bandeja se puede plegar detrás de los asientos y debajo de la moqueta. y hay un pequeño hueco amplio para las herramientas y la rueda de repuesto con la misma medida que las de serie.

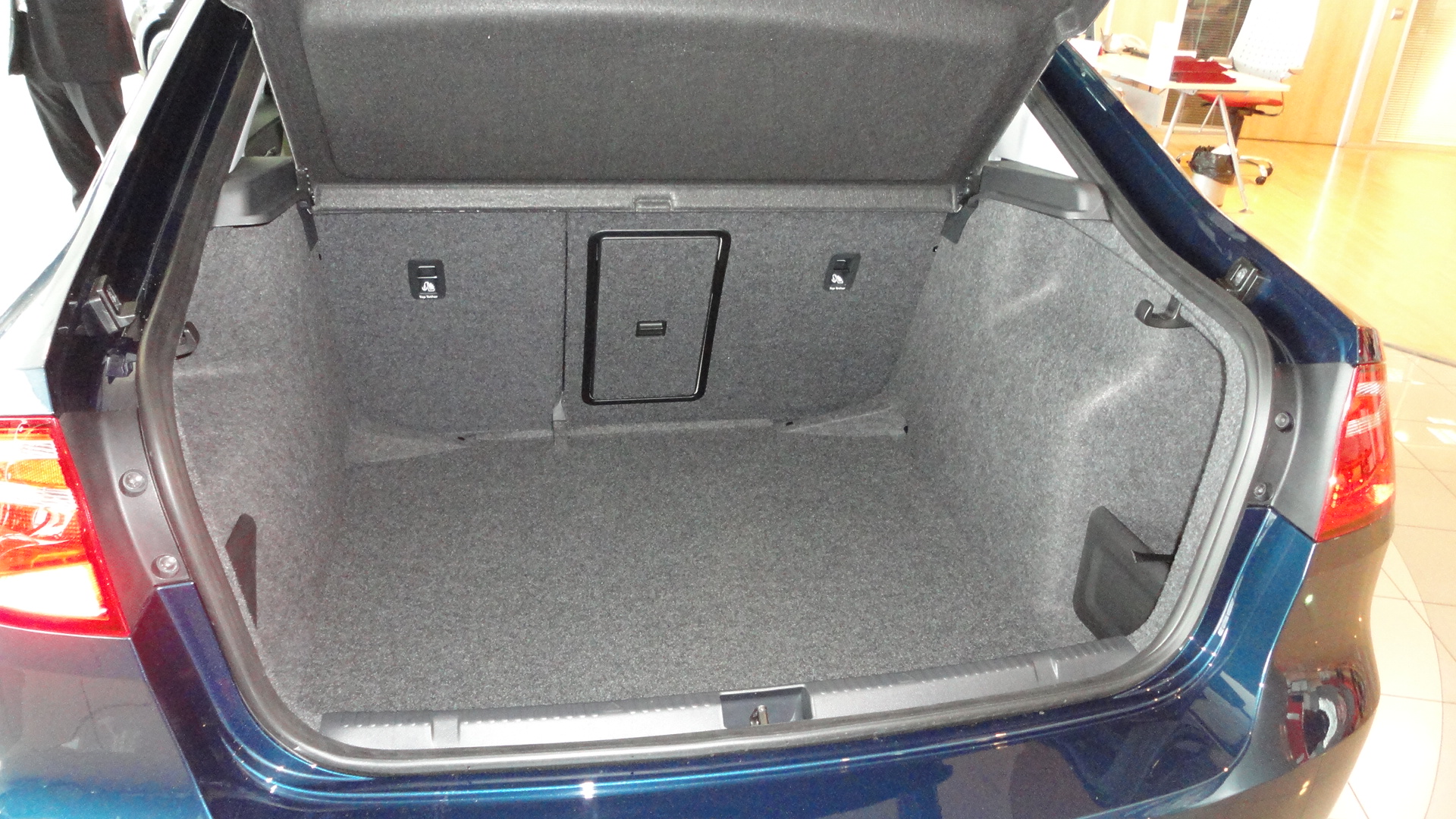
Maletero del SEAT Toledo IV, (con 550 litros de carga ampliable a 1.490 litros con los asientos traseros abatidos)

### Equipamiento y actualizaciones
Los Toledo más equipados incluyendo opciones ofrecerán sistema de parada Start/Stop, con climatizador monozona, faros antiniebla con función Cornering, asistente de arranque en pendiente, sensores de presión de neumáticos y aparcamiento trasero llantas de 17 pulgadas (opcionales), asientos calefactables, control de estabilidad ESP, volante y palanca de cambios en piel, sistema multimedia System 2.2 (GPS), Bluetooth, entradas USB y jack auxiliar, además de los paquetes de invierno y almacenaje.
En el  Salón del Automóvil de Frankfurt de 2013 se presenta la nueva gama Toledo'14 con los siguientes cambios : exteriormente se le incorpora el nuevo logotipo de la marca y nuevas llantas,y en el interior se le añade una moldura disponible en 3 colores (negro piano, gris metalizado y madera , que abarca todo el salpicadero como la que tenía el Concept), volante con nuevo logo, y ya se le incorporaron los 4 elevalunas en la puerta del conductor y ciertos detalles. En el Salón del Automóvil de París de 2014 se le incorporó al modelo la tecnología con faros Full LED.
En el Salón del Automóvil de Ginebra de 2015 se presenta la nueva gama Toledo con nuevo código de modelo (KG3), y con las novedades que tendrá a partir de junio de 2015, bajo el nuevo paquete denominado FR Line, que consiste en la incorporación de accesorios para darle un aspecto deportivo.
Las novedades que se incorporan a la nueva gama para después del verano de 2015 son: renovación de todas las motorizaciones con la nueva normativa EURO 6 ; en el exterior, nuevas llantas, retrovisores con intermitente integrado y añadido de nuevo color a la gama "Azul Mediterráneo"; mientras que los cambios más apreciables son en el interior, que pretende dar la sensación de percibir más calidad con nuevos detalles más refinados y funciones, con un rediseño del retrovisor interior, moldura del salpicadero retro iluminada con la inscripción "Toledo", rediseño del climatizador, cuadro de instrumentos, botones de elevalunas con función automática de cierre, nueva pantalla táctil de 6,5 pulgadas heredada del SEAT Leon con funciones "Media System" ( cuenta con cuatro variantes: Touch, Colour, Plus y Navi System ), "Full Link", Bluetooth y USB integrado, el cual permite la conectividad teléfono inteligente en la pantalla del coche, gracias a la tecnología móvil debida al acuerdo entre SEAT y Samsung, compatible con los sistemas Mirror Link, Apple Car Play y Android Auto, y permite compartir algunas aplicaciones del teléfono como mensajería, navegación, música o aplicaciones propias. Respecto a seguridad incluye el radar  "Front Assist", función de frenada anticolisión múltiple, detector de fatiga, el sistema "Kessy" ( sistema de apertura y arranque sin llave ), sensores de estacionamiento delanteros y traseros, pudiéndolos combinar con la cámara trasera.
En 2017, en el  Salón del Automóvil de Barcelona  se presenta la nueva la gama SEAT con pequeños retoques en el modelo Toledo: aparece el  nuevo acabado tope de gama Xcellence en sustitución del Style Advanced, la incorporación de las motorizaciones 1.0 TSI de 95 y 110cv, se incluyen dos nuevos colores " Rojo Vulcano" y " Marrón Tofee " , se añade 2 USBs en las plazas traseras, entre otras pequeñas mejoras . .

### Motorizaciones
- La gama de salida ofrecerá cuatro motores de gasolina: 1,2 MPI de 75 CV (55 kilovatios) 1,2 TSI de 85 CV (63 kilovatios) y 105 CV (77 kilovatios), y 1,4 TSI de 122 CV (90 kilovatios) con cambio DSG de 7 marchas. Con la llegada en 2015 de la nueva normativa Euro 6, las motorizaciones a gasolina pasan a ser: 1.2 TSI de 90 CV (66 kilovatios) y 110 CV (81 kilovatios), así como un 1.4 TSI de 125 CV (92 kilovatios).

- Y otros dos diésel de 1,6 TDI Common-rail de 105 CV (77 kilovatios) y 90 CV (66 kilovatios); el menos potente estará disponible en julio de 2013 con cambio DSG opcional.[15] Con la llegada en 2015 de la nueva normativa Euro 6, las motorizaciones diésel pasan a ser: 1.4 TDI de 90 CV (66 kilovatios) y el 1.6 TDI de 116 CV (85 kilovatios).

Las motorizaciones TDI 1.6 entre 2009 y 2015 con código EA189 en la normativa EURO 5 se vieron afectadas por el Escándalo de emisiones contaminantes de vehículos Volkswagen.

### Acabados
La comercialización del vehículo se previó para mediados de octubre de 2012, en principio con 3 acabados: Emoción, Reference y Style. En 2015 se incorporan a la gama el Reference Plus y el Style Advanced y unos años después, en 2017, se añade a la gama el acabado Xcellence. 
- Emoción

Es el acabado más económico. Incluye entre otros elementos: 6 airbags, ABS, ESC (control de estabilidad), desconexión de airbag de pasajero, anclajes Isofix, Radio CD con MP3 + Aux-in, sistema WIV de mantenimiento variable, suspensión confort, cierre centralizado, asiento trasero abatible, interior con el salpicadero en negro. Este acabado se mantuvo hasta finales de 2013 junto a la motorización 1,2 MPI de 75 CV.  
- Reference

Es el acabado intermedio. Añade principalmente: volante multifunción, Radio CD, ordenador de abordó, aire acondicionado, elevalunas delanteros eléctricos, asiento del conductor regulable en altura, cierre centralizado con mando a distancia, retrovisores y manetas en el color de la carrocería, salidas de aire cromadas, asiento trasero abatible (60/40), guantera iluminada. A partir de 2015 le acompaña el acabado Reference plus con la diferencia de las llantas y antiniebla delanteros.  
- Style

Es el acabado más alto, y el más equipado. Suma además climatizador, elevalunas traseros eléctricos, retrovisores exteriores eléctricos y calefactados, control de velocidad de crucero, conexión USB, llantas de aleación de 16 o 17 pulgadas con neumáticos 215/45, asiento del pasajero regulable en altura, reposabrazos delantero y trasero con acceso al maletero, guantera refrigerada, red y ganchos de carga en el maletero y compartimento de almacenaje en el lateral del maletero, interior con el salpicadero opcional negro o mixto negro/gris y negro/beige. En 2014 bajo este acabado se añade la versión Itech. A partir de 2015 se le añaden 2 nuevas versiones que la marca las ofrece como paquetes FR line y Connect, también se complementa el acabado escalonándolo con el denominado Style Advanced con la diferencia de que incorpora nuevas llantas de 17" multiradio y un equipamiento mayor con más extras.  
- Xcellence

Queda como acabado tope de gama por encima del Style. Añade de serie los faros de LED completos, logo Xcellence en el volante y extriveras con la nomenclatura del modelo en puertas delanteras, nueva tapicería y llantas para este acabado . 
- Taxi

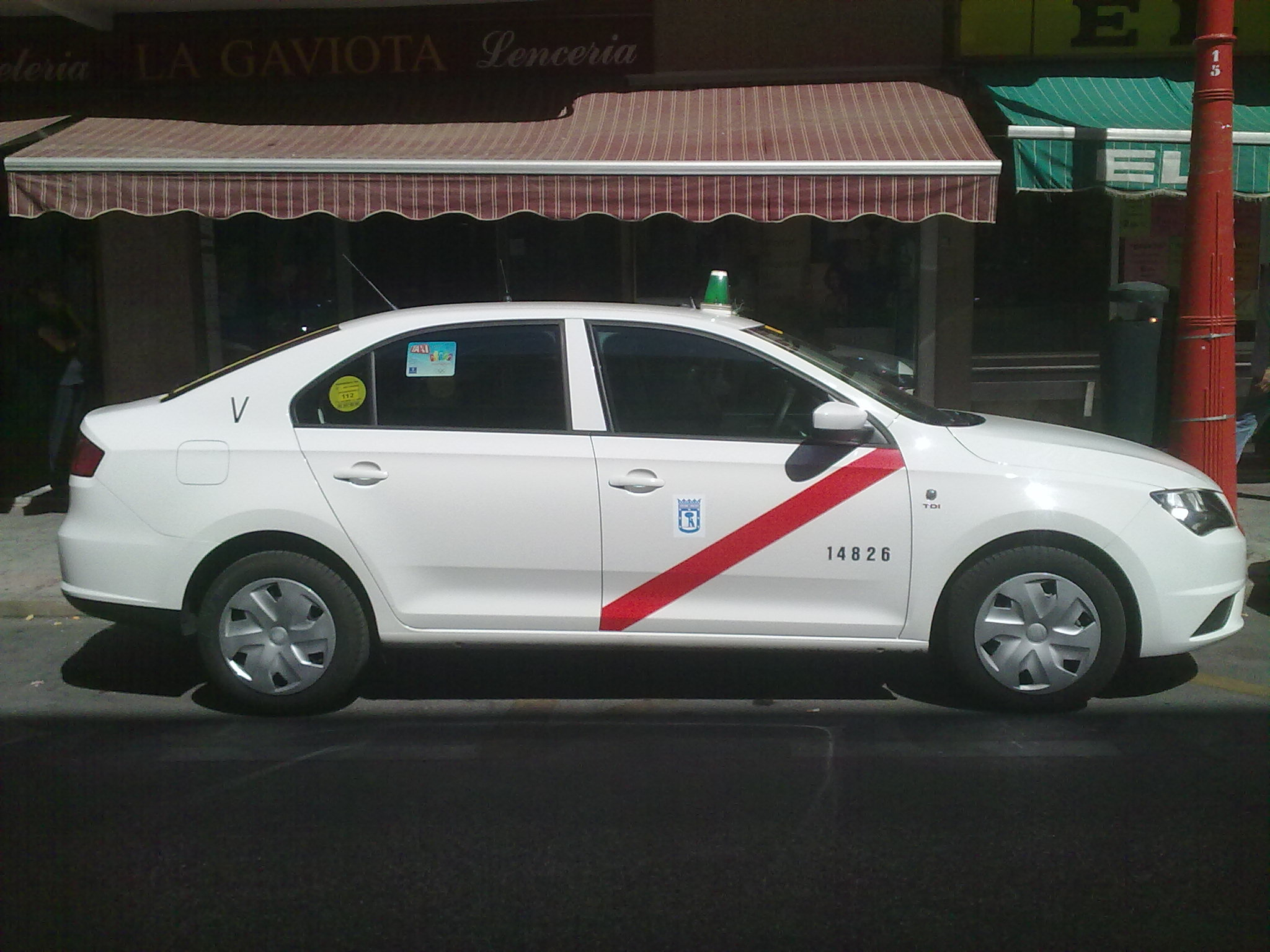
Versión Taxi del SEAT Toledo IV (vista lateral del modelo)

Con la cuarta generación, SEAT vuelve a tener su berlina para el segmento del taxi. Tiene bajos consumos, un precio económico y un gran espacio interior gracias a la distancia entre ejes de 2.602 milímetros. Las dimensiones de las puertas permiten acceder fácilmente al habitáculo y posee un gran maletero con portón. Se ha diseñado para tener la misma aceptación que tuvo la 1ª generación de Toledo, que fue un icono en este sector.

#### Ediciones especiales/Series limitadas
| 2014 | I-Tech                          |       | I-Tech       |  |  |
| Presentado en el Salón de Ginebra de 2014, bajo el acabado Style, esta nueva versión I-Tech se pone a la venta antes del verano de 2014. En el equipamiento se introducen novedades que caracterizan a esta versión. Exteriormente monta llantas oscurecidas de 16" y logotipo I-Itech en los montantes de las puertas, e incorpora sistema de navegación Media System 2.2, tapicería mixta cuero negro y de Alcántara gris. A diferencia del Style el salpicadero es negro con inserciones en aluminio cepillado en el salpicadero, sensores de párking traseros y paquete técnico (faros automáticos, coming home, sensor de lluvia y retrovisor interior antideslumbramiento automático). La gama I-Tech desaparece en todos los modelos a partir de mayo de 2015.          |                                 |       |              |  |  |
| 2015 | Connect                         | Style | Connect Blue |  |  |
| Aparece en 2015 sustituyendo a la versión I-Tech, siendo estéticamente muy parecidas, con la diferencia de que esta nueva versión trae detalles en el interior de color azul como nueva tapicería, el bordado del volante y molduras. Exteriormente tiene los retrovisores y llantas en gris Titanio a opción del paquete Connect blue que trae los retrovisores y llantas en azul. El modelo recibe este nombre por la conectividad móvil que trae debido al acuerdo con Samsumg. |                                 |       |              |  |  |
| 2015 | FR Line                         | Style | FR Line      |  |  |
| Presentado en 2015 bajo el acabado Style, esta nueva versión consiste en un paquete de tipo deportivo que incluye en el exterior: Retrovisores y llantas de 17" de 5 radios en color gris Titanio, taloneras de color negro, logos FR Line, en el portón trasero y en las nuevas rejillas delanteras tipo FR y un alerón en opcional. El interior lleva un tapizado idéntico al de la versión I-Tech de piel y alcántara pero con bordados rojos y letras FR Line en el respaldo, a juego con el volante deportivo FR y funda de marchas también bordados en rojo, nuevo pomo de marchas, moldura del salpicadero retro iluminada con la inscripción FR Line. Desde un principio se dijo que estaba en fase de estudio la posibilidad de contar en un futuro con un Toledo FR. |                                 |       |              |  |  |
| 2017 | VISIO                           | Style |              |  |  |
| Presentada a finales de 2017 bajo el acabado "Style" que sustituye a la versión CONNECT, ofrece un mayor equipamiento, logo de la edición en móntate de las puertas, llantas color titanio. |                                 |       |              |  |  |
| 2013 | Businessline High: (Holanda)    |       |              |  |  |
| |                                 |       |              |  |  |
| 2013 | Eibach Sport Edition: (Holanda) |       |              |  |  |
| |                                 |       |              |  |  |
| 2014 | X-Perience (Argelia)            |       |              |  |  |
| Comercializado a partir de 2014. Equipa los motores de 105 cv tanto el TDI como el TSI. |                                 |       |              |  |  |
| 2015 | Advanced: (México)              |       |              |  |  |
| Comercializada a partir de 2015, es prácticamente igual a la versión I-Tech, con la misma tapicería con un amplio equipamiento que incluye muchos de los opcionales de serie. Posee llantas de 16", climatizador. Equipa el motor 1.4TSI de 122cv. |                                 |       |              |  |  |

### Seguridad
El SEAT Toledo IV realizó las pruebas de choque de la EuroNCAP en el año 2012, y consiguió una calificación total de 5 estrellas:
| Calificación total:        | 5/5 estrellas |
| Ocupantes adultos:         | 94 %          |
| Ocupantes infantil:        | 80 %          |
| Peatones:                  | 69 %          |
| Asistencia a la seguridad: | 71%           |

### Marketing
SEAT tenía mucho interés en recuperar el modelo con el estilo de la primera generación, que fue la más exitosa de todas. Para promocionarlo ha utilizado el eslogan "Vuelve la leyenda". 
Para la campaña de promoción se realizó una serie de Internet de varios capítulos. Como la ciudad de Toledo es la capital de la Castilla-La Mancha, los protagonistas de esta miniserie son el señor Q (que recuerda a Don Quijote) y el señor S (evocando a Sancho Panza) pero ambientado en nuestros tiempos.
El objetivo fue convertirse en una alternativa económica con buena relación calidad-precio en relación con las berlinas de tres volúmenes del segmento C y a los populares SUV y monovolumen del mismo segmento, buscando las cualidades de un coche amplio y con gran maletero que no renunciase a ser elegante, bien acabado, silencioso, tecnológico y con bajo consumo. 
Se sitúa en el particular segmento C europeo, volcado casi exclusivamente en vehículos con alta carga tecnológica y de dos volúmenes o sus derivados monovolumen, que generalmente son diseñados específicamente para Europa, donde las ventas de tres volúmenes se concentran en el asentado segmento D.
Las ventas, muy por debajo de las del Seat Leon y muy concentradas en el sector del taxi, pusieron de manifiesto la dificultad de competir en el segmento C europeo con un berlina de concepción low-cost, más allá del nicho de mercado y el momento coyuntural. Comparativamente opciones de precio verdaderamete low-cost de dos volúmenes y en segmento B como el Dacia Sandero llegaron a los primeros puestos de las listas de ventas durante la crisis.